# 짱구는 못말려의 에피소드 목록
《짱구는 못말려》는 우스이 요시토가 쓰고 그림을 그리는 일본의 만화이다. 다섯 살짜리 신짱구와 부모님, 여동생, 강아지, 이웃, 그리고 친구들의 모험을 다루고 있으며, 흔히 떡잎마을로 불리는 일본 사이타마현 가스카베시를 배경으로 한다.
이 시리즈의 애니메이션 버전은 1992년 TV 아사히에서 방영되기 시작했으며 전 세계 여러 텔레비전 네트워크에서 여전히 진행 중이다. 이 애니메이션은 현재 45개국에서 방영된 36개 언어로 더빙되었다.
2025년 1월 현재 1267회가 방송되고 있다.

## 에피소드 목록
- 짱구는 못말려의 에피소드 목록 (1–9기)
- 짱구는 못말려의 에피소드 목록 (10–19기)
- 짱구는 못말려의 에피소드 목록 (20–29기)
- 짱구는 못말려의 에피소드 목록 (미방영분)